# Ali G

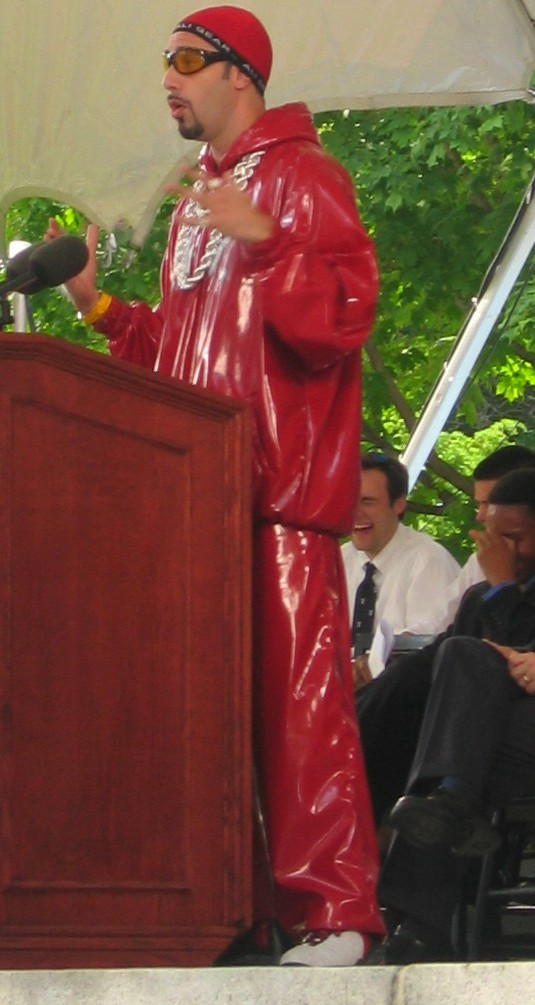
Ali G wygłaszający mowę na Harvardzie w 2004 roku

Ali G, właśc. Alistair Leslie Graham (ur. ?) – satyryczna fikcyjna postać stworzona przez brytyjskiego komika Sachę Barona Cohena. Ali G pojawił się najpierw w programie The Eleven O'Clock Show w stacji telewizyjnej Channel 4, by przenieść się następnie do stacji HBO, gdzie prowadzi autorski program Da Ali G Show.

## Historia
Ali G zadebiutował w The Eleven O’Clock Show, gdzie reprezentował głos młodego pokolenia. Przeprowadzał wywiady z wieloma znanymi postaciami w Wielkiej Brytanii, które stawały się ofiarami żartów Alego, udającego przedstawiciela kultury Hip-Hop i umiejącego zaskakiwać celnymi i niespodziewanymi pytaniami.
Ali G wystąpił również jako kierowca limuzyny w teledysku Madonny do piosenki „Music” oraz nagrał własny utwór wraz z artystą Shaggym. Wystąpił również w serii reklamówek NBA, reżyserowanych przez Spike’a Lee, w których przeprowadza wywiady ze znanymi gwiazdami amerykańskiej koszykówki.

## Fikcyjna biografia
Ali G jest członkiem gangu o nazwie „West Staines Massive” i żyje wraz ze swoją babcią w domu na ulicy Cherry Blossom Close 36, w sercu getta „Staines”. Ukończył szkołę, którą nazywa „da Matthew Arnold Skool” (istniejącą w rzeczywistości w Staines).
Staines jest małym miasteczkiem na zachód od Londynu, które przez wiele lat było ofiarą żartów, i jest demograficznie bardzo oddalone od amerykańskich miejskich gett, do których Ali G je upodabnia, co nie przeszkadza bohaterowi w uważaniu się za przedstawiciela kultury miejskich gangsterów.